# بلوار اوسمان
بلوار اوسمان (به فرانسوی: Boulevard Haussmann)، ۲٫۵۳ کیلومتر (۱٫۵۷ مایل) از امتداد منطقه ۸ تا منطقه ۹، یکی از بلوارهای عریض درختی است که توسط ناپلئون سوم، در پاریس و به سرپرستی بخشدار سن، بارون اوسمان ساخته شده‌است.
بلوار اوسمان عمدتاً از بلوک‌های آپارتمانی پوشیده شده‌است که ارتفاع قرنیز تنظیم شده آن، چشم‌اندازی دلپذیر به بلوار می‌دهد. فروشگاه‌های بزرگ گالری لافایت و پرنتان در این خیابان قرار دارند.
از سال ۱۹۰۶ تا ۱۹۱۹، رمان‌نویس مارسل پروست (۱۹۲۲–۱۸۷۱) در شماره ۱۰۲ این خیابان زندگی می‌کرد. در آنجا، در اتاق خواب خود با چوب پنبه (که اکنون در موزه کارناواله نمایش داده می‌شود)، بخش عمده ای از رمان در جستجوی زمان ازدست‌رفته را نوشت. . آلن بیتس در شماره ۱۰۲ بلوار اوسمان در نمایشنامه ای در سال ۱۹۹۰ که توسط الن بنت بود، درخشید.